# Brzeziny (powiat miński)
Brzeziny – wieś sołecka w Polsce położona w województwie mazowieckim, w powiecie mińskim, w gminie Halinów.
| SIMC    | Nazwa    | Rodzaj    |
| ------- | -------- | --------- |
| 0002648 | Stefanów | część wsi |

W latach 1975–1998 miejscowość należała administracyjnie do województwa warszawskiego.
Wierni Kościoła rzymskokatolickiego należą do parafii Matki Odkupiciela w Wielgolesie Brzezińskim.
Miejscowość posiada połączenie autobusowe z Warszawą poprzez linię strefową 730 warszawskiego Zarządu Transportu Miejskiego (Brzeziny znajdują się w II strefie taryfowej ZTM).